# Macas
Macas är en provinshuvudstad i Ecuador.   Den ligger i provinsen Morona Santiago, i den centrala delen av landet, 240 km söder om huvudstaden Quito. Macas ligger 914 meter över havet och antalet invånare är 23 687.
Terrängen runt Macas är kuperad åt sydväst, men åt nordost är den platt. Macas ligger nere i en dal. Runt Macas är det mycket glesbefolkat, med 2 invånare per kvadratkilometer. Macas är det största samhället i trakten. I omgivningarna runt Macas växer i huvudsak städsegrön lövskog.